# Route du Louvre
Pour les articles homonymes, voir Louvre.
La Route du Louvre est une manifestation sportive et culturelle. Elle est basée sur un concept original alliant sport pour tous et sport de haut niveau le tout dans un cadre festif. Elle a été créée en 2006 par Jean-François Caron et Philippe Lamblin.
Elle bénéficie du soutien de la région Hauts-de-France, de la Communauté d'agglomération de Lens Liévin et de La Métropole Européenne de Lille.

## Histoire

### Genèse
Depuis plusieurs années, la métropole lilloise et le bassin minier cherchent à se rapprocher, et l'arrivée de l'annexe du musée du Louvre à Lens a permis de faire vivre l'ambition.
Comme l'arrivée du Louvre-Lens ne pouvait pas laisser la région Nord-Pas-de-Calais indifférente, Philippe Lamblin, le président de la Ligue Nord-Pas-de-Calais d'athlétisme et Jean-François Caron, maire de Loos-en-Gohelle,, décidèrent de créer un tracé de 42,195 km qui relie Lille à Lens. 
Selon Pierre Mauroy, l'ancien premier ministre de François Mitterrand, mais surtout ancien maire de Lille, remarque que « nous sommes en train de construire le nouveau Nord. Il faut une union réelle et fondamentale entre la métropole lilloise et le bassin minier ». Philippe Lamblin, président de la Ligue Nord-Pas-de-Calais d'athlétisme rejoint l'idée de Pierre Mauroy en disant que, « c'est un évènement d'aménagement du territoire pour réunir la métropole lilloise et le bassin minier qui, historiquement, se tournaient le dos[citation nécessaire] » . 

### Lancement et premières années
Dès sa première année, en 2006, le marathon de la Route du Louvre se classe cinquième du rang national avec 2 800 participants. L'année suivante, la Route du Louvre est reconnue, là où d'autres épreuves mettent une dizaine d'années. C'est grâce aux annonces qui promouvaient l'événement, mais aussi grâce à l'attente des habitants. C'est ainsi qu'on remarque que le marathon de Dunkerque essaye de copier l'esprit festif de la Route du Louvre. L'évènement est devenu très populaire dès la première édition (avec en moyenne 10 000 participants toute épreuve confondue). 
Pour la session de 2009, 13 000 participants avaient fait le déplacement. Par rapport à l'année 2008, la Route du Louvre compte 13,5 % d'inscription en plus. Sur ces 13 000 personnes, 8 000 ont pris le départ des randonnées qui a eu un gros succès, 2 700 pour le départ du marathon et plus de 2 000 inscrits pour le 10 km.
Le créateur de la Route du Louvre, Philippe Lamblin, exprime qu'il est « d'ailleurs heureux qu'il y ait davantage de randonneurs que de coureurs ».
Dans les nouveautés de l'année 2009, il y a une randonnée cycliste qu'une quarantaine de handicapés du HandiLouvre ont parcouru,, et la possibilité de faire le marathon en relais, par équipes de six coureurs.
L’édition 2015 a regroupé environ 15 700 participants dont 6500 coureurs et 9 200 randonneurs. Malgré les conditions climatiques très difficiles, la fête était au rendez-vous sur les lieux du départ, le long des parcours et sur le fabuleux site d’arrivée de la fosse du 11/19 à Loos-En-Gohelle.
La 11e édition de la Route du Louvre s'est déroulée le 17 avril 2016. 

## Descriptif
La Route du Louvre comprend trois épreuves hors-stade de course à pied :
- Le marathon international de 42,195 km est labellisé par la FFA .
- Une course pédestre de 10 km et neuf randonnées (de 5 à 35 km), dont une randonnée cyclotouriste.
- Une course de relais à 2 ou à 4

Le parcours du marathon relie Lille à Lens en traversant les communes suivantes :
Lille, Loos, Haubourdin, Emmerin, Houplin-Ancoisne, Santes, Wavrin, Allennes-les-Marais, Don, Annœullin, Provin, Bauvin, Meurchin, Wingles, Bénifontaine, Hulluch, Loos-en-Gohelle et Lens.
Le départ du parcours a lieu à Euralille, suit une partie des berges de la Deûle et l'arrivée se fait sur la Fosse du 11/19 à Loos en Gohelle. 
La course de 10 km a comme lieu de départ à Lens et sachève elle-aussi au 11/19.

## Autour

### De nombreuses animations
Les villes traversées par ces évènements prévoient des animations (géants du Nord, harmonie, défilé carnavalesque, épouvantails, parapente, tir à l'arc, etc.) pour le passage des sportifs. Par ailleurs, un Village départ est prévu à Lille et un Village arrivée est installée à Lens.

### Une route «durable»
L'objectif est de démontrer l'exemplarité écologique de la manifestation : limitation des déchets, papier recyclé, covoiturage, etc.

### Juste une course?
De 2009 à 2012, pendant les années de construction (à Lens) de l'annexe du Louvre, et pour sensibiliser les participants sur l'importance de cet équipement culturel, le parcours a été ponctué de reproductions d'œuvres exposées au Louvre.
Cette course est aussi l'occasion de mobiliser les acteurs locaux autour de la candidature du Bassin Minier pour un classement UNESCO au titre de Patrimoine mondial de l'humanité.

## Résultats

### Marathon international
| Date | 1er homme             | Club                | Temps           | 1re femme           | Club                    | Temps           | Partants | Arrivants |
| ---- | --------------------- | ------------------- | --------------- | ------------------- | ----------------------- | --------------- | -------- | --------- |
| 2019 | John Langat           | Kenya               | 2 h 10 min 34 s | Selamawit Getnet    | Ethiopie                | 2 h 31 min 35 s |          | 2 025     |
| 2018 | Kipugat Letting       | Kenya               | 2 h 11 min 35 s | Viola Chepchirchir  | Kenya                   | 2 h 48 min 09 s |          | 1 917     |
| 2017 | Barnabas Kipyego      | Kenya               | 2 h 12 min 41 s | Sandrine Duhamel    | CA Fourmies             | 3 h 07 min 26 s |          | 2 304     |
| 2016 | Barnabas Kipyego      | Kenya               | 2 h 13 min 27 s | Sarah Ramadham      | Tanzanie                | 2 h 45 min 00 s |          | 2 098     |
| 2015 | Titus Kwemoi Masai    | Kenya               | 2 h 13 min 07 s | Shifera Yigezu      | Ethiopie                | 2 h 39 min 18 s |          |           |
| 2014 | Raymond Kemboi        | Kenya               | 2 h 16 min 09 s | Hailermaryam Dakebo | Ethiopie                | 2 h 47 min 26 s |          | 1 808     |
| 2013 | Sang Kibiwott         | Kenya               | 2 h 20 min 00 s | Emily Ngetich       | Kenya                   | 2 h 41 min 48 s |          | 1 659     |
| 2012 | Jackson Kiprono Kirva | Kenya               | 2 h 10 min 35 s | Bizuayehu Ehite     | Éthiopie                | 2 h 39 min 19 s |          | 1 284     |
| 2011 | Marc Tanui            | Kenya               | 2 h 13 min 19 s | Gladys Chebet       | Kenya                   | 2 h 39 min 29 s |          | 1 712     |
| 2010 | Salem Gamal Belal     | Qatar               | 2 h 12 min 46 s | Amélie Chehensse    | Stade Sotteville        | 3 h 04 min 04 s |          | 2 309     |
| 2009 | William Suparimuk     | Kenya               | 2 h 16 min 31 s | Céline Cormerais    | AC Roche sur Yon        | 2 h 53 min 15 s |          | 1 853     |
| 2008 | Lawrence Mbondy       | Kenya               | 2 h 24 min 02 s | Everlyne Antacha    | Kenya                   | 3 h 12 min 23 s |          | 1 991     |
| 2007 | Stéphane Chopin       | Le Cateau-Cambrésis | 2 h 22 min 31 s | Fatma Bouremma      | US Athlétique de Liévin | 3 h 02 min 02 s | 2 456    | 2 114     |
| 2006 | Mohamed Reziga        | Le Cateau-Cambrésis | 2 h 20 min 39 s | Svetlana Pretot     | Pays-Haut               | 2 h 43 min 39 s | 2 751    |           |

### 10 km
| Date | 1er homme        | Club                              | Temps       | 1re femme         | Club                           | Temps       | Partants | Arrivants |
| ---- | ---------------- | --------------------------------- | ----------- | ----------------- | ------------------------------ | ----------- | -------- | --------- |
| 2019 | Hicham Briki     | AS Anzinoise Athlétisme           | 30 min 27 s | Julie Sylvain     | US Athlétiques de Liévin       | 35 min 35 s |          | 3 123     |
| 2018 | Hicham Briki     | Nouveau Saint Amand Etudiant Club | 30 min 44 s | Linda Ducrocq     | La Patriote Cross de Guines    | 37 min 18 s |          | 3 170     |
| 2017 |                  |                                   |             | Fanny Pruvost     | RC Arras Athlétisme            | 36 min 54 s |          |           |
| 2016 | Gregory Eugnet   | Non licencié                      | 32 min 13 s | Fanny Pruvost     | RC Arras Athlétisme            | 36 min 56 s |          | 3 289     |
| 2015 | Hicham Briki     | Nouveau Saint Amand Etudiant Club | 31 min 06 s | Fanny Pruvost     | RC Arras Athlétisme            | 36 min 28 s |          | 2 609     |
| 2014 | Driss El Himer   | ASPTT Strasbourg                  | 32 min 11 s | Caroline Cordier  | Lille Métropole Athlétisme     | 37 min 47 s |          | 2 226     |
| 2013 | Mohamed Reziga   | A Coureurs de fond du Cateau      | 31 min 35 s | Emilie Venza      | Entente Littoral Athletisme No | 37 min 18 s |          | 1 724     |
| 2012 | Gregory Lemaitre | A Coureurs de fond du Cateau      | 31 min 24 s | Fanny Pruvost     | RC Arras                       | 36 min 05 s |          | 1 593     |
| 2011 | Gregory Lemaitre | A Coureurs de fond du Cateau      | 32 min 10 s | Ludivine Lacroix  | Lille Métropole Athlétisme     | 37 min 27 s |          | 1 777     |
| 2010 | Pierre Potteau   | A Coureur de fond du Cateau       | 31 min 18 s | Caroline Cordier  | Lille Métropole Athlétisme     | 37 min 04 s |          | 1 477     |
| 2009 | Gregory Lemaitre | AS Anzinoise Athlétisme           | 32 min 10 s | Justine Lechien   | US Marquette                   | 38 min 43 s |          | 1 710     |
| 2008 | Arnaud Crepieux  | Douai Sin A                       | 32 min 13 s | Fatma Bouremma    | US Athlétique de Liévin        | 39 min 01 s |          | 1 665     |
| 2007 | Farid Oukaid     | Lille Métropole Athlétisme        | 36 min 07 s | Sabine Ghibaudo   | Courir Ensemble SNCF           | 46 min 38 s | 1 575    | 1 393     |
| 2006 | Farid Oukaid     | US Tourcoing                      | 32 min 08 s | Djamila Soricelli | non licenciée                  | 43 min 18 s | 1 418    |           |